# Ray Thomas
Ray Thomas, född 29 december 1941 i Stourport-on-Severn i Worcestershire, död 4 januari 2018 i Surrey, var en brittisk musiker och låtskrivare. Han var medlem i den progressiva rockgruppen The Moody Blues 1964–2002.
Hans första instrument var munspel, men hans huvudinstrument blev flöjt. Det första albumet där hans flöjtspel märks på allvar är Days of Future Passed 1967. Han har även skrivit ett antal av gruppens låtar och sjungit några av dem. Mellan 1974 och 1978 då Moody Blues tillfälligt var upplöst släppte han två soloalbum, From Mighty Oaks (1975) och Hopes Wishes and Dreams (1976). Thomas pensionerade sig 2002 och slutade spela med The Moody Blues.

## Diskografi
Album med The Moody Blues
- The Magnificent Moodies (1965)
- Days of Future Passed (1967)
- In Search of the Lost Chord (1968)
- On the Threshold of a Dream (1969)
- To Our Children's Children's Children (1969)
- A Question of Balance (1970)
- Every Good Boy Deserves Favour (1971)
- Seventh Sojourn (1972)
- Caught Live + 5 (1977)
- Octave (1978)
- Long Distance Voyager (1981)
- The Present (1983)
- The Other Side of Life (1986)
- Keys of the Kingdom (1991)
- A Night at Red Rocks with the Colorado Symphony Orchestra (1993)
- Strange Times (1999)
- Hall of Fame (2000)

Soloalbum
- From Mighty Oaks (1975)
- Hopes Wishes & Dreams (1976)